# Taenaris pelagia
Taenaris pelagia är en fjärilsart som beskrevs av Hans Fruhstorfer 1904. Taenaris pelagia ingår i släktet Taenaris och familjen praktfjärilar. Inga underarter finns listade i Catalogue of Life.